# I'm Not the Loving Kind
„I'm Not the Loving Kind“ je píseň velšského hudebníka a hudebního skladatele Johna Calea, která poprvé vyšla na jeho albu Slow Dazzle v březnu 1975. Jde o v pořadí osmou píseň na tomto albu. V roce 1996 píseň vyšla na Caleově kompilaci The Island Years.
V září roku 2013 svou verzi této skladby vydal americký hudebník Mark Lanegan na svém album coververzí nazvaném Imitations. Šlo o první singl k albu, který vyšel již v červnu toho roku a později k němu byl natočen i videoklip, ve kterém starší muž s knírem a kovbojským kloboukem chodí po Las Vegas a potkává různé lidi.
Mezi dalšími interprety, kteří tuto skladbu nahráli, patří skupina The Teardrop Explodes, jenž ji nahrála pro rozhlasové vysílání Johna Peela v roce 1981.